# 非內閣部門
非內閣部門（英語：Non-Ministerial Department）是英國政府的部門類別之一，負責制定及實施特定的政策範疇，並通常擁有規管性或監管性的功能。此等部門會由資深公務員帶領（例如常任秘書長），在運作上獨立於相關政府部門，免受政治干預。
一般而言，非內閣部門通常會獲一位政府大臣「贊助」（sponsored），以代表該部向國會作出報告。

## 列表
截至2025年2月，英國政府的20個非內閣部門如下：
| 非內閣部門                 | 贊助部門             |
| -------------------------- | -------------------- |
| 英格蘭和威爾士慈善委員會   | 文化傳媒及體育部     |
| 競爭與市場管理局           | 商業及貿易部         |
| 皇家檢控署                 | 檢察總長公署         |
| 食物標準局                 | 衛生及社會關懷部     |
| 林務委員會                 | 環境食物及鄉郊事務部 |
| 政府精算署                 | 財政部               |
| 政府律政署                 | 檢察總長公署         |
| 國王陛下土地註冊處         | 房屋社區及地方政府部 |
| 英皇陛下稅務海關總署       | 財政部               |
| 國家檔案館                 | 文化傳媒及體育部     |
| 國家打擊犯罪調查局         | 內政部               |
| 國家儲蓄及投資銀行         | 財政部               |
| 教育及兒童服務與技能標凖局 | 教育部               |
| 燃氣及電力市場管理局       | 能源安全及淨零部     |
| 資格及考試監督辦公室       | 教育部               |
| 鐵路及道路辦公室           | 運輸部               |
| 嚴重欺詐案辦公室           | 檢察總長公署         |
| 最高法院                   | 司法部               |
| 英國統計局                 | 內閣事務部           |
| 水務監管局                 | 環境食物及鄉郊事務部 |